# Brwinów (gmina)
Pour les articles homonymes, voir Brwinów (homonymie).
Brwinów est une gmina urbaine-rurale (gmina miejsko-wiejska) ou mixte de la powiat de Pruszków, dans la Voïvodie de Mazovie, dans le centre-est de la Pologne.
Son siège administratif (chef-lieu) est la ville de Brwinów, qui se situe environ 7 km au sud-ouest de Pruszków (siège de la powiat) et 22 km au sud-ouest de Varsovie (capitale de la Pologne).
La gmina couvre une superficie de 69,16 km2 pour une population de 21 531 habitants en 2006 avec une population de 11 968 habitants pour la ville de Brwinów et une population de la partie rurale de la gmina de 9 563 habitants.

## Histoire
De 1975 à 1998, la gmina est attachée administrativement à la voïvodie de Varsovie.

Depuis 1999, elle fait partie de la voïvodie de Mazovie.

## Géographie
Outre la ville de Brwinów, la gmina inclut les villages et localités de :

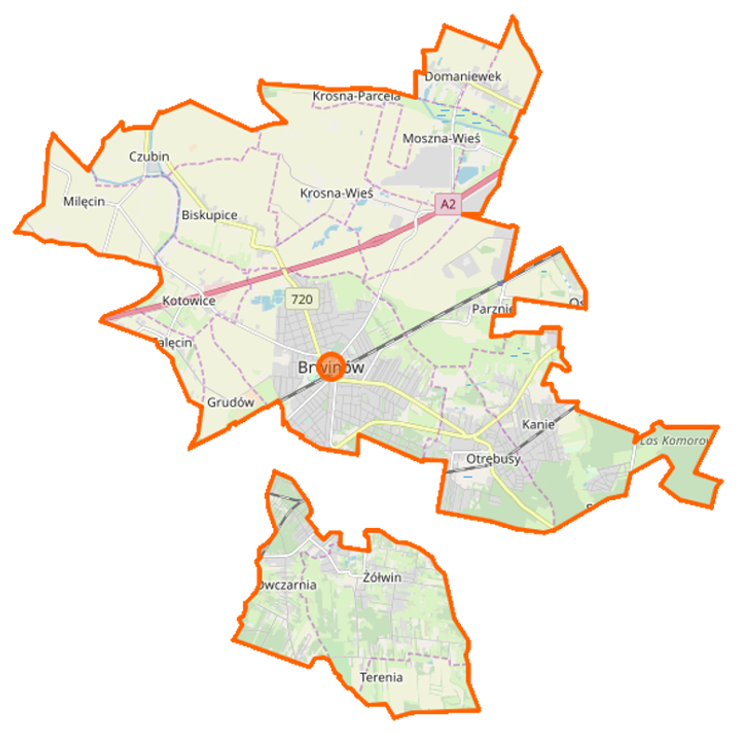
Plan de la gmina

- Biskupice
- Czubin
- Domaniew
- Domaniewek
- Falęcin
- Grudów
- Kanie
- Kopana
- Koszajec
- Kotowice
- Krosna-Wieś
- Milęcin
- Moszna-Wieś
- Otrębusy
- Owczarnia
- Parzniew
- Popówek
- Terenia
- Żółwin

### Gminy voisines
La gmina de Brwinów est voisine :

des villes suivantes :
- Milanówek
- Podkowa Leśna
- Pruszków

et des gminy suivantes :
- Błonie
- Grodzisk Mazowiecki
- Michałowice
- Nadarzyn
- Ożarów Mazowiecki.

## Structure du terrain
D'après les données de 2002, la superficie de la commune de Brwinów est de 69,16 km2, répartis comme tel :
- terres agricoles : 74 %
- forêts : 7 %

La commune représente 28,08 % de la superficie du powiat.

## Démographie
Données du 31 décembre 2012 :
| Description        | Total  | Total  | Femmes | Femmes | Hommes | Hommes |
| ------------------ | ------ | ------ | ------ | ------ | ------ | ------ |
| Unité              | Nombre | %      | Nombre | %      | Nombre | %      |
| Population         | 23 241 | 100    | 12 185 | 52,4   | 11 056 | 47,6   |
| Densité (hab./km²) | 336,04 | 336,04 | 176,18 | 176,18 | 159,86 | 159,86 |